# 仙台市出身の人物一覧
仙台市出身の人物一覧（せんだいししゅっしんじんぶつのいちらん）は、宮城県の仙台市出身の人物と仙台市にゆかりのある人物の一覧である。

## 政治家
- 愛知揆一（政治家、生まれは東京市）
- 浅野史郎（宮城県知事）
- 阿部圭史（衆議院議員）
- 粟屋仙吉（広島市長）
- 石垣のりこ（参議院議員）
- 小野寺晃彦（青森市長）
- 佐藤亀八郎（貴族院議員、実業家）
- 保坂展人（東京都世田谷区長、元衆議院議員）

## 軍人
- 甘粕正彦（陸軍憲兵大尉、満洲映画協会理事長）
- 安藤利吉（陸軍大将、台湾総督）
- 井上成美（海軍大将）
- 井上達三（陸軍中将）
- 今村均（陸軍大将）
- 梅沢道治（陸軍中将）
- 斎藤七五郎（海軍中将）
- 四竈孝輔（海軍中将）
- ジョージ・ケイシー・ジュニア（アメリカ陸軍大将）
- 多田駿（陸軍大将）
- 永沼秀文（陸軍中将）
- 松川敏胤（陸軍大将）
- 山梨勝之進（海軍大将）
- 山南敬助（新選組総長）

## 官界
- 岡久雄（新エネルギー・産業技術総合開発機構理事長、電気学会会長）
- 鹿取泰衛（駐ソ連大使、駐中国大使、外務審議官、外務大臣官房長）
- 川上伸昭（文部科学省科学技術・学術政策局長、公立大学法人宮城大学理事長兼学長）
- 富田鐵之助（日本銀行総裁、東京府知事）
- 迫久展（駐ギニア大使、外務省大臣官房現地職員管理官）
- 東園基文（神社本庁統理、宮内庁掌典長）
- 丸山市郎（駐ミャンマー大使、外務省外交政策調整官）
- 横山均（内閣官房行政改革推進本部事務局長）
- 渡邉正人（駐バングラデシュ大使、駐ブルガリア大使）

## 経済界
- 明間輝行（元東北電力社長、元東北経済連合会会長、元仙台フィルハーモニー管弦楽団理事長）
- 菅原千恵（ソフト・オン・デマンド取締役社長）
- 相馬黒光（株式会社中村屋創業者、実業家、随筆家）
- 西紘平（元雪印乳業社長、元日本乳業協会副会長）
- 西山光秋（日立金属会長、元日立製作所最高財務責任者）
- 野口美佳（ピーチジョン創業者）
- 早川種三（「企業再建の神様」と呼ばれた実業家)
- 藤原作弥（作家、元日本銀行副総裁）
- 本山剛（元北都銀行副会長、元秋田あけぼの銀行頭取）
- 山崎彰三（元監査法人トーマツ代表社員、元日本公認会計士協会会長）

## 学術関係者
- 浅野裕一（中国哲学者）
- 石井吉春（行政学者）
- 井上秀二（土木技術者。土木学会会長）
- 上野俊哉（社会学者）
- 梅原猛（哲学者）
- 枝松圭一（物理学者）
- 大石 正幸 （東北学院大学文学部英文学科教授・言語学者)
- 大越和加（海洋学者）
- 大槻磐渓（漢学者。仙台藩校養賢堂学頭。大槻玄沢の子）
- 岡田温（図書館学者。旧帝国図書館館長）
- 小川郁（医学者）。慶應義塾大学医学部教授
- 加藤理　(児童文化学者)
- 小久保英一郎（天文学者）
- 齋藤武雄（環境科学者）。日本ヒートアイランド学会創設会長、シンラタービン(Shinla Turbine)発明者
- 斎藤秀三郎（英語学者）
- 佐藤比呂志（地質学者）
- 境野哲 - 仏教史学者
- 佐藤直樹
- 志賀潔（医学者。赤痢菌の発見者。旧京城帝国大学総長）
- 須藤義衛門（獣医学者。日本初の獣医学博士の一名）
- 高橋健自（考古学者）
- 實方謙二（法学者）
- 高橋正雄（経済学者）
- 竹崎正道 (数学者)
- 玉虫文一（化学者）
- 仁井田陞（中国法制史学者）
- 西澤潤一（半導体工学者。元東北大学総長）。エジソンメダル受賞者。「ミスター半導体」「光通信の父」「独創の雄」と呼ばれる
- 野副鉄男（化学者）
- 野家啓一（哲学者）
- 長谷川公一　(社会学者)
- 樋口陽一（憲法学者）
- 樋渡宏一（生物学者）
- 平山清次（天文学者）
- 本川達雄（生物学者。「ゾウの時間ネズミの時間」を上梓。「歌う生物学者」としても知られる）
- 松木正恵（国語学者）
- 宮台真司（社会学者）
- 三戸寿 (法学者)
- 目黒良門（経営学者）
- 山田洋（行政法学者）
- 横堀壽光（工学者）
- 渡辺信英（法律学者）

## 芸術家
- 伊勢崎勝人 - 洋画家
- 太田聴雨 - 日本画家
- 菊田伊洲 - 画家
- 熊谷登喜夫 - ファッションデザイナー
- 熊耳耕年 - 浮世絵師、日本画家
- 宍戸清孝 - 写真家
- 庄子利男 - 写真家
- 菅井梅関 - 画家
- 高橋邦典 - 写真家
- 新国誠一 - 詩人、画家
- 武藤順九 - 彫刻家
- 山田みづえ - 俳人

## 棋士

### 将棋棋士・将棋女流棋士
- 大友昇
- 加藤結李愛
- 熊坂学
- 中川大輔
- 山川泰熙

### 囲碁棋士
- 一力遼

### 雀士
- 佐々木寿人（雀士）

## 映画監督
- 朝間義隆
- 阿部勉
- 井上英之
- 岩井俊二
- 佐藤嗣麻子
- 四ノ宮浩
- 田代廣孝
- 常本琢招
- 芳賀俊

## 作家・小説家
- あいはらひろゆき
- 秋亜綺羅（詩人。仙台在住）
- 伊坂幸太郎（仙台在住）
- 井上ひさし（小説家・劇作家。仙台一高卒）
- いわさゆうこ
- 宇津田晴
- 大河内一楼（小説家、脚本家）
- 大口玲子[1]
- 奥山貴宏（作家 ）
- 恩田陸（小説家）
- 風間一輝（小説家。仙台に移住）
- 木村紅美
- 熊谷達也（小説家。仙台在住）
- 小池真理子（小説家。宮城三女高卒）
- 高城高
- 西条公威
- 斉藤真也
- 佐伯一麦（小説家。仙台在住）
- 佐藤一郎（画家）
- 残間里江子（プロデューサー）
- 島崎藤村（詩人、小説家。仙台時代の代表作: 若菜集）
- 詩森ろば（劇作家、舞台演出家、脚本家）
- 庄司浅水（ノンフィクション作家）
- 新保祐司（文芸評論家）
- 諏訪哲史（小説家。仙台育ち。鶴ケ谷の東陽幼稚園年長組から仙台市立燕沢小学校に5年生の5月まで在学。1975年～1980年）
- 瀬名秀明（作家、東北大学薬学博士、東北大学特任教授）
- 田中一彦（作家、脚本家、構成作家。 仙台二高卒）
- 土井晩翠（詩人、英文学者）
- ときたひろし
- 常盤新平（作家、翻訳家）
- とよたかずひこ（絵本作家）
- 永沢光雄（ノンフィクション作家）
- 奈街三郎
- 南部修太郎
- 西野花
- 林子平（江戸時代後期の経世論家。『海国兵談』『三国通覧図説』）
- 遥士伸
- ひだのかな代
- 深沢梨絵
- 星亮一（作家）
- 前田河広一郎（小説家）
- 真山青果（劇作家・小説家、同氏を冠した「真山青果賞」がある）
- 南沢十七（小説家）
- 山田野理夫
- 楽月慎
- 魯迅（仙台医学専門学校（現在の東北大学医学部）中退。中国の小説家・思想家。）

## 評論家
- 飯沢耕太郎 - 写真評論家
- 石川理夫 - 温泉評論家
- 印度カリー子 - スパイス料理研究家
- 片山杜秀 - 映画評論家
- 針生一郎 - 文芸、美術評論家
- 山口猛 - 映画、演劇評論家

## スポーツ界

### サッカー
- 青山隼（元徳島ヴォルティス）
- 猪越優惟（清水エスパルス）
- 遠藤康（元鹿島アントラーズ）
- 大槻毅（元ザスパクサツ群馬監督）
- 加藤久（仙台第二高校卒）
- 工藤蒼生（ベガルタ仙台）
- 今野泰幸（南葛SC）
- 佐々木匠（ヌグリ・スンビランFC）
- 佐藤洋平（鹿島アントラーズGKコーチ）
- 柴小屋雄一(元大分トリニータ)
- シュミット・ダニエル（名古屋グランパス所属。元日本代表。）
- 庄子春男（川崎フロンターレ元強化本部長）
- 鈴木隆雅（栃木シティFC）
- 鈴木満（鹿島アントラーズ常務取締役）
- 武田英寿（ベガルタ仙台）
- 丹野研太（栃木SC）
- 千田海人（東京ヴェルディ）
- 千葉直樹（元フットサル・ヴォスクオーレ仙台）
- 堀田大暉（ベガルタ仙台）
- 道渕諒平（FKスメデレヴォ1924）
- 武藤真一（元FCガンジュ岩手）
- 吉田伊吹（ガイナーレ鳥取）

### 野球
- 相原和友（2016年引退。東北楽天ゴールデンイーグルス）
- 伊藤勲（大洋ホエールズ→南海ホークス）
- 伊藤祐介（2018年引退。福岡ソフトバンクホークス）
- 井上純（横浜ベイスターズ→千葉ロッテマリーンズ）
- 江尻慎太郎（2014年引退。福岡ソフトバンクホークス）
- 押川清（日本初のプロ野球チーム創設者。野球殿堂入り）
- 加藤政義（2015年引退。北海道日本ハムファイターズ→横浜DeNAベイスターズ）
- 岸孝之（現役。埼玉西武ライオンズ→東北楽天ゴールデンイーグルス）
- 熊谷敬宥（現役。阪神タイガース）
- 熊原健人　(2020年引退。横浜DeNAベイスターズ→東北楽天ゴールデンイーグルス）
- 斎藤隆（2015年引退。東北楽天ゴールデンイーグルス）
- 佐々木主浩（2005年引退。横浜ベイスターズ。「ハマの大魔神」）
- 佐藤由規（2024年引退。東京ヤクルトスワローズ→東北楽天ゴールデンイーグルス→埼玉武蔵ヒートベアーズ→楽天モンキーズ→埼玉武蔵ヒートベアーズ）
- 庄司陽斗（現役。横浜ベイスターズ）
- 中根仁（近鉄バファローズ→横浜ベイスターズ）
- 本田圭佑（現役。埼玉西武ライオンズ→オリックス・バファローズ）
- 麦谷祐介（現役。オリックス・バファローズ）
- 八重樫幸雄（アトムズ→ヤクルトスワローズ）
- 若生忠泰（西鉄ライオンズ→読売ジャイアンツ）
- 若生智男（毎日オリオンズ→阪神タイガース→広島東洋カープ）

### ラグビー
- 斉田晃平（元ヤマハ発動機ジュビロ）
- 庄子健（車いすラグビー日本代
- 真壁伸弥（元ラグビー日本代表、元サントリーサンゴリアス）

### フィギュアスケート
- 佐藤駿
- 鈴木潤
- 中村愛音
- 羽生結弦 （オリンピック2連覇）

### バレーボール
- 大友愛
- 佐藤あり紗

### 卓球
- 張本智和
- 福原愛

### テニス
- 杉田祐一

### 柔道
- 神永昭夫

### ゴルフ
- 岩田寛
- 佐藤のぞみ
- 沼澤聖一
- 星野英正
- 山路晶

### 力士
- 青葉城幸雄（元力士、元年寄・11代不知火）
- 五城楼勝洋（元力士、現年寄・18代浜風）
- 真砂石濱五郎（元力士）

### 自転車競技
- 増田成幸（自転車ロードレース選手）

#### 競輪
- 阿部道
- 阿部力也
- 大熊正太郎
- 早坂秀悟

### プロレス
- 岩佐拓
- 大畠美咲
- 斎藤彰俊
- DASH・チサコ

### 格闘技
- 華蓮DATE
- 平直行
- 直DATE
- NØRI
- 華DATE

### スケートボード
- 赤間凛音

### 重量挙げ
- 佐藤和花

## 漫画家
- あうら聖児
- 青山広美
- 阿部川キネコ
- 荒木飛呂彦
- 安藤泰作
- 石井隆（映画監督兼）
- 井上きみどり
- 井上トモコ
- 岩井渓
- 氏家ト全
- 内崎まさとし
- 葛西映子
- 鹿島麻耶
- かどたひろし
- 熊谷さとし
- 今野直樹
- 坂本タクマ
- 桜野みねね
- saxyun
- 佐野未央子
- 末永史
- 空乃さかな
- 西川魯介
- 仙台魔人
- 蒔野靖弘
- 夢来鳥ねむ
- 仙道ますみ
- 長崎尚志（原作者）
- （にざ）にざかな
- ねこたま。
- 早坂照明
- 緋賀ゆかり
- 藤枝とおる
- 御童カズヒコ
- 三浦糀
- よしもとあきこ
- よしだ斑鳩

## イラストレーター
- 井沢洋二
- かゆらゆか
- Tony
- 広瀬総士
- みかきみかこ

## ゲーム
- 佐々木建仁（ゲームデザイナー・グラフィックデザイナー。ビットスター代表取締役社長）

## 登山家
- 槇有恒
- 松濤明

## 芸能人・音楽家等

### 俳優
- 赤間清人
- アサヌマ理紗
- 伊藤高史
- 岩田華怜（元AKB48）
- 大友純
- 及森玲子
- 小川敦史
- 片山滉
- 上遠野太洸
- 上山草人
- 工藤孝裕
- 澤真希
- 澤蘭子
- 篠ひろ子
- 白鳥百合子
- 菅原文太
- 鈴木京香
- 涼瀬みうと
- 千葉雄大
- 冨樫真
- とまん
- 奈良坂篤
- 林正夫
- 古郡ひろみ
- 星ようこ
- 本郷奏多
- マイク・ハン
- 増田葉子
- 水澤紳吾
- 山谷花純
- 柳俊太郎
- 渡邊圭祐

### タレント・モデル
- 安藤沙耶香（グラドル）
- 小川もこ（ラジオパーソナリティ）
- 大谷凜香（ファッションモデル）
- 小野砂織（元タレント）
- 勝俣州和（タレント）
- 葛岡碧 (モデル)
- 斎藤ゆきえ (モデル・デザイナー)
- サトウミカ（ローカルタレント）
- 菅原梨央（グラビアアイドル）
- 高以亜希子（モデル）
- とまん（モデル）
- 原綾子（2012年ミス・ユニバース・ジャパン）
- 樋場早紀（モデル）
- 森絵梨佳（ファッションモデル）

### アイドル
- 我妻佳代（おニャン子クラブ）
- 亜里香（元アイドル）
- 石田亜佑美（モーニング娘。）
- 金井アヤ（グラビアアイドル）
- くろねこ（元パナシェ!、コスプレイヤー）
- 久保史緒里（乃木坂46）
- 齊藤夢愛（グラビアアイドル）
- 瀬戸早妃（アイドル）
- 蟹沢可名（フードファイター）
- 芹沢直美（アイドル・歌手）
- 仙石みなみ（アイドル、元アップアップガールズ（仮））
- 平田薫（アイドル女優）
- 村田めぐみ（歌手、元メロン記念日）
- 守屋茜（女優、元櫻坂46）
- 八乙女光（Hey! Say! JUMP）
- 吉田もも（グラビアアイドル）
- 渡邉幸愛（動画配信者、元SUPER☆GiRLS）

### コメディアン
- あゆむ（ピン芸人）
- サンドウィッチマン（2007年M-1グランプリ優勝）
- たこ八郎（斎藤清作）（コメディアン・プロボクサー）
- ニードル（お笑いコンビ）
- パフ（なかよし）
- みほ（チェリー☆パイ）
- 餅田コシヒカリ
- ワッキー貝山（ローカルタレント）

### ポピュラー音楽
- 青葉笙子
- 安蒜真里子
- 稲垣潤一
- 岩渕まこと
- 梅津和時
- Orangestar
- 角張渉（BOYS NOW）
- 清貴
- kumi
- KGM
- 三代目コロムビア・ローズ
- 佐々木ゆう子
- 陶山隼
- 竹森マサユキ（カラーボトル）
- ハジ→
- 松澤ミキ
- スティーヴ・フォックス（ゴダイゴ）
- 菊池拓哉（tax）（MONKEY MAJIK）
- 田原音彦
- 鈴木淳
- 環ROY
- Dj KENTARO
- 輝喜（アンティック-珈琲店-）
- 永井健（THE LINDA!）
- Nao（Alice Nine）
- 中川晃教
- 中村和彦（9mm Parabellum Bullet）
- 中本マリ
- 畠山有希
- phantasticM
- 遊佐未森
- Rake
- MoNoLith （ヴィジュアル系ロックバンド）
- ケイタ (MoNoLith)
- シューヘイ (MoNoLith)
- HAYATO (MoNoLith)
- 龍兎（少女-ロリヰタ-23区）
- 凛（シェキドル）
- CMJK（元電気グルーヴ）
- Dorothy Little Happy（ステップワン所属）
- conomi（中高生5人。A.I.仙台所属）
- アメリカンショートヘア（仙台を拠点に活動しているバンド）
- THE YOUTH
- TATE & MARKIE（MCのTATEとシンガーMARKIEによるユニット）
- ナイトメア / 仙台貨物（ヴィジュアル系ロックバンド）
- Rake
- LGYankees（ヒップホップユニット）
- Leap youth theatre（東北大卒の4人によるギターバンド）
- Hi-Fi CAMP
- GAGLE（ヒップホップユニット）
- FreeTEMPO（半沢武志のソロユニット）
- CUZSICK（ラッパー・タレント。仙台在住）
- マイア・ヒラサワ（日系スウェーデン人）
- 椿屋四重奏（仙台で結成されたロックバンド）
- さとう宗幸（東北学院大学卒。仙台在住）
- サザーランド（仙台で活動しているバンド）
- ザ・キャプテンズ
- カラーボトル（仙台在住）
- イケメン'ズ（仙台在住）
- あんべ光俊（シンガーソングライター。仙台在住だが、岩手県出身）
- ニホンジン（東北大生3人によるバンド）
- なかのやひとし
- 工藤詠世（ドラマー、サウンドデザイナー、ギタリスト等）
- 古澤良治郎（ジャズ・ドラマー）

### クラシック・ミュージカル・声楽
- 浅野祥（三味線奏者）
- 菅英三子（声楽家：ソプラノ）
- 金須嘉之進
- 熊谷駿 (サックス奏者)
- ケイ赤城（ジャズピアニスト）
- 小山実稚恵（ピアニスト）
- 榊原光裕（ピアニスト・作曲家）
- 佐々木潤
- 佐藤聰明（作曲家）
- 佐藤俊太郎（指揮者）
- 佐藤長助
- 鈴木輝昭
- 高橋伸哉
- 竹松舞（ハープ奏者）
- 仲道郁代（ピアニスト)
- 納所弁次郎（作曲家）
- 早坂文雄（作曲家）
- 森公美子（声楽家・タレント）
- 山内雅弘
- 吉田信太
- 渡邊琢磨（COMBOPIANO）

### 宝塚歌劇団
- 杜けあき（元宝塚歌劇団雪組トップスター）
- 朝海ひかる（元宝塚歌劇団雪組トップスター）
- 美星帆那（宝塚歌劇団宙組娘役）

### アナウンサー
- 蒼井里紗（元青森テレビ）
- 赤間有華（BSよしもと、元北陸放送）
- 我妻絵美（元中京テレビ）
- 伊勢みずほ（元新潟放送）
- 北郷三穂子（NHK）
- 桐田穣（元RKB毎日放送、元熊本県民テレビ）
- 熊谷麻衣子（元岩手めんこいテレビ）
- 蔵田玲子（長野朝日放送）
- 斎康敬（NHK）
- 斉藤百香（元東北放送）
- 櫻田彩子 - フリーアナウンサー / エコアナウンサー
- 佐藤朱（東北放送、元AKB48）
- 佐藤正幸（元福井放送）
- 佐藤渚（元TBS）
- 鈴木亜紀（元札幌テレビ放送）
- 鈴木実森（元東北放送）
- 須田健太郎（福岡放送、元北陸放送）
- 滝島雅子（NHK）[2]
- 千須和侑里子（北海道文化放送、愛知県生まれ）
- 千葉美乃梨（NHK）
- 中村守（琉球朝日放送、元テレビ信州）
- 藤井恒久（日本テレビ）
- 藤沢智子（東北放送）
- 八木田幸恵（元テレビ金沢、元J-WAVE）
- 駒木結衣（ウェザーニューズ）

### 声優
- 秋場ゆり
- 荒川美穂
- 永野愛理
- 織田優成
- 佐藤聡美
- 佐藤拓也
- 佐藤なる美
- 島﨑信長
- 清水茉菜
- 髙橋麻里
- 立野香菜子
- 伊達さゆり
- 土井美加
- 山寺宏一
- 杜野まこ
- 安野希世乃

### その他の芸能
- かっつー（YouTuber）
- 熊谷和徳（タップダンサー）
- ジロリアン陸（プロボクサー）
- 白A（パフォーマンス集団）
- 古川洋平（クイズ作家）
- 渡邊卓也（マジシャン）

## その他
仙台出身ではないがゆかりの深い人物を以下に挙げる。
- 相田幸二（仙台在住の料理研究家）山形県米沢市出身。
- 石原莞爾（仙台陸軍地方幼年学校卒。東條英機と対立）山形県鶴岡市出身。
- 江川和花（わかちゃんの愛称で知られる料理研究家）福島県会津若松市出身。
- 大槻玄沢（仙台藩支藩・一関藩出身。蘭学者。日本初の蘭学塾・芝蘭堂を開いた。『重訂解体新書』の著者）岩手県一関市出身。
- 大槻俊斎（現東松島市出身。仙台藩医、幕府医。東京大学医学部の初代総長とみなされる）宮城県東松島市出身。
- 落合直文（歌人、国文学者。仙台私塾、仙台中教院に学ぶ）宮城県気仙沼市出身。
- 加藤利吉（仙台育英学園創立者）福島県会津若松市出身。
- 北白川宮能久親王（戊辰戦争時に仙台藩に逃れ、奥羽越列藩同盟の盟主となった。）京都府出身。
- 工藤平助（仙台藩医。経世論家）江戸出身。
- 佐藤江梨子（女優）東京都出身。2歳から7歳（小学2年生の夏）まで仙台市在住[3]。
- 仙台幸子（実在の人物）
- 仙台四郎（商売の神様。福の神。実在の人物）
- 只野真葛（江戸時代中期・後期の女流文学者・国学者。工藤平助の娘）江戸出身。
- 伊達政宗（仙台藩開祖。現在の山形県米沢市出身）
- 千葉すず（元水泳選手）神奈川県横浜市保土ケ谷区出身。
- 千葉卓三郎（五日市憲法の起草者。仙台藩校養賢堂で学んだ。）志波姫町出身。
- 支倉常長　羽州置賜郡長井荘立石邑（山形県米沢市）出身。
- 丸山健二（芥川賞作家）

- 閻魔